# كاس غيلبرت
كاس غيلبرت (بالإنجليزية: Cass Gilbert)‏ هو مهندس معماري ورسام أمريكي، ولد في 29 نوفمبر 1859 في زانيسفيل في الولايات المتحدة، وتوفي في 17 مايو 1934 في نيويورك في الولايات المتحدة.

## وصلات خارجية
- كاس غيلبرت على موقع الموسوعة البريطانية (الإنجليزية)
- كاس غيلبرت على موقع إن إن دي بي (الإنجليزية)